# Verre de Sécurité Triplex

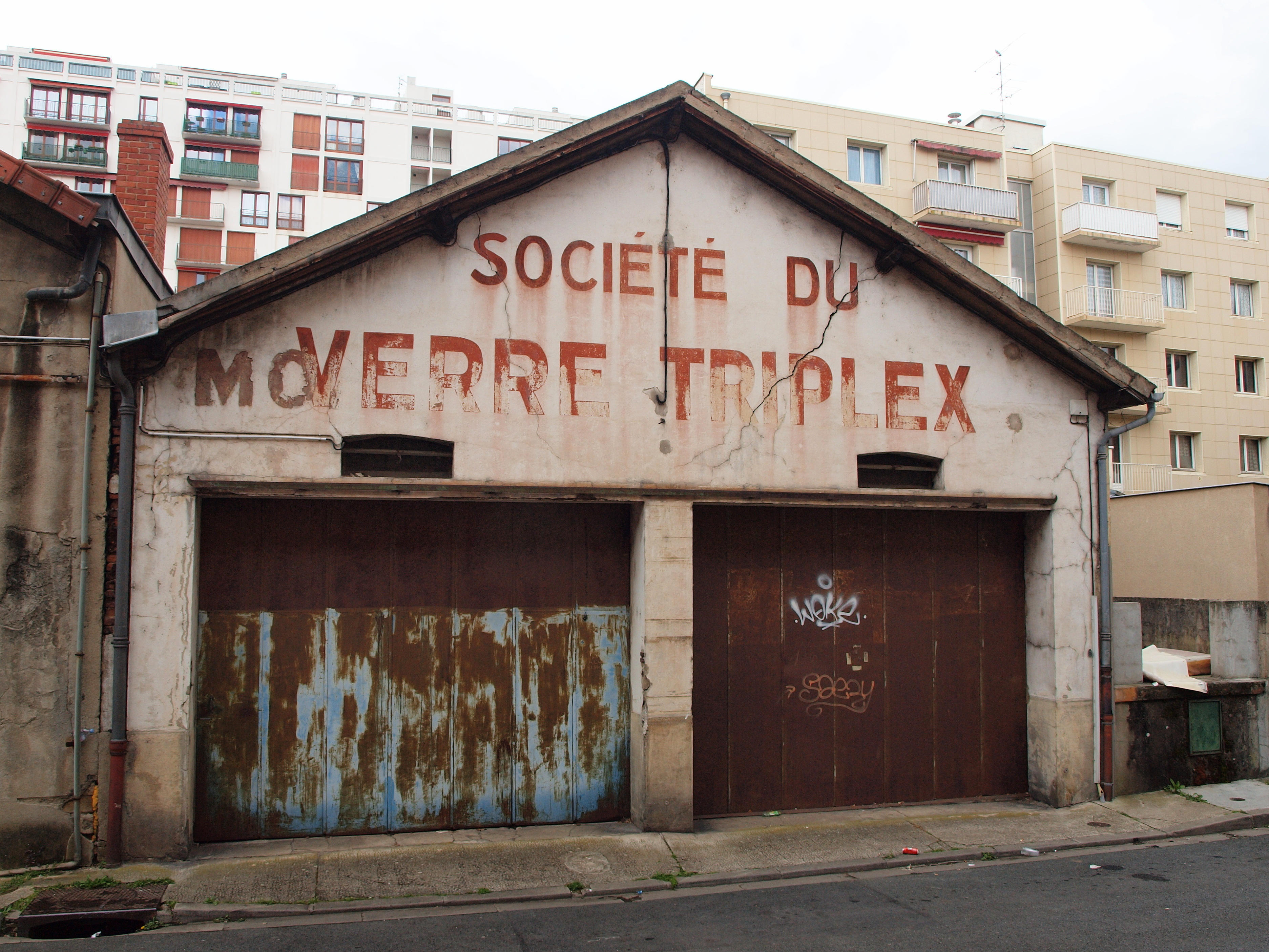
Ancien entrepôt de la Société du Verre Triplex à Montluçon (Allier).

Triplex Safety Glass est une célèbre marque britannique de verre feuilleté, souvent vue sur les pare-brises automobiles. Elle fabrique du verre trempé pour l'automobile et l'aérospatiale.

## Histoire
The Triplex Safety Glass Company Ltd fut fondée par Reginald Delpech (30 mars 1881 - 29 mai 1935) en 1912,. La société a été créée pour la construction de pare-brises feuilletés en Grande-Bretagne, sous brevets français.
La société d'aujourd'hui fut fondée (00242230) le 9 septembre 1929, lorsque Pilkington et Triplex formèrent une société commune à St Helens. Pilkington Automotive Ltd fut également connue sous le nom Triplex Safety Glass Ltd.
Dans les années 1960, elle racheta son principal concurrent Britannique Indestructo Glass, se donnant le monopole de l'industrie du verre feuilleté au Royaume-Uni.
Dans les années 1980, environ 1000 personnes travaillaient au site Triplex à St Helens.

### Présidents
- Sir Graham Cunningham
- Alan Brooke, 1er Vicomte Alanbrooke, 1954-56
- Derek Cook, En 1984-85

### Administrateurs
- Sir Barrie Heath DFC 1960-68 (pilote de Spitfire pendant la Bataille de Grande-Bretagne)

## Produits
- Pare-brises feuilletés

## Structure
Elle est basée à Eccleston, St Helens, dans une usine construite en 1928. La principale usine se trouve à Kings Norton dans les West Midlands. 